# Chun Wei Cheung
Chun Wei Cheung, född den 15 april 1972 i Amsterdam i Nederländerna, död 14 oktober 2006 i Amsterdam, Nederländerna, var en nederländsk roddare.
Han tog OS-silver i åtta med styrman i samband med de olympiska roddtävlingarna 2004 i Aten.